# Pökeln

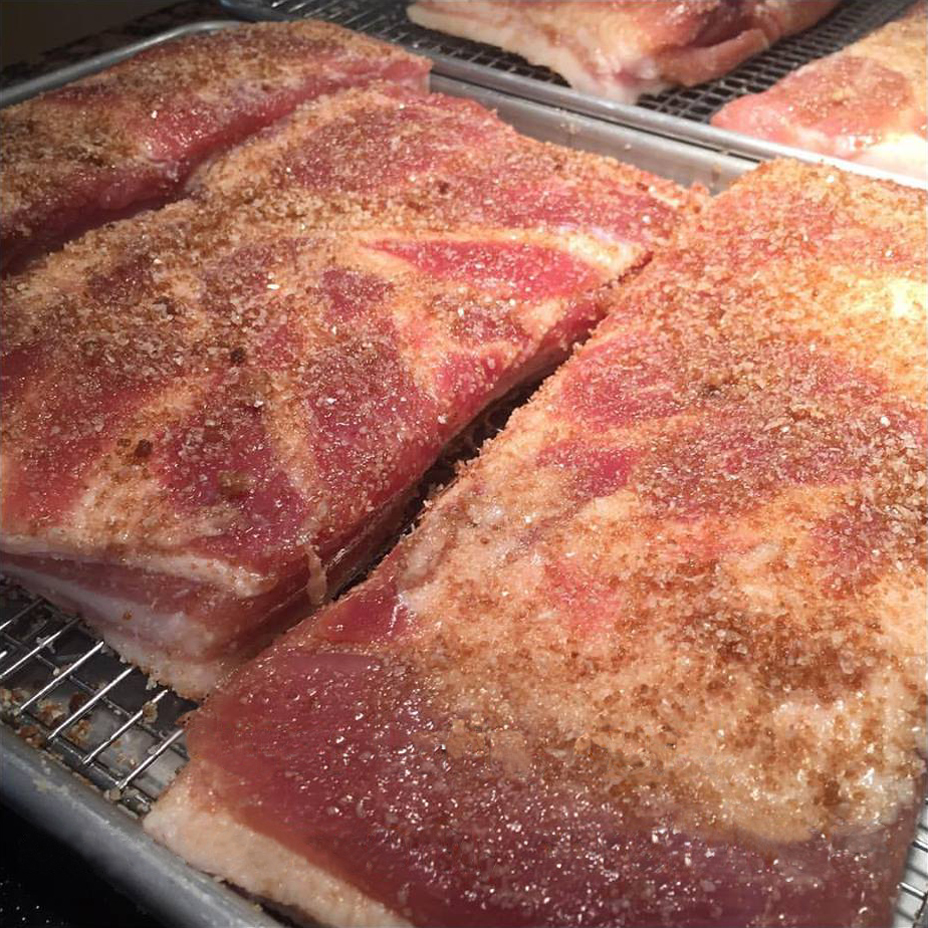
Trockenpökeln von Schweinebauch – Herstellung von durchwachsenem Speck

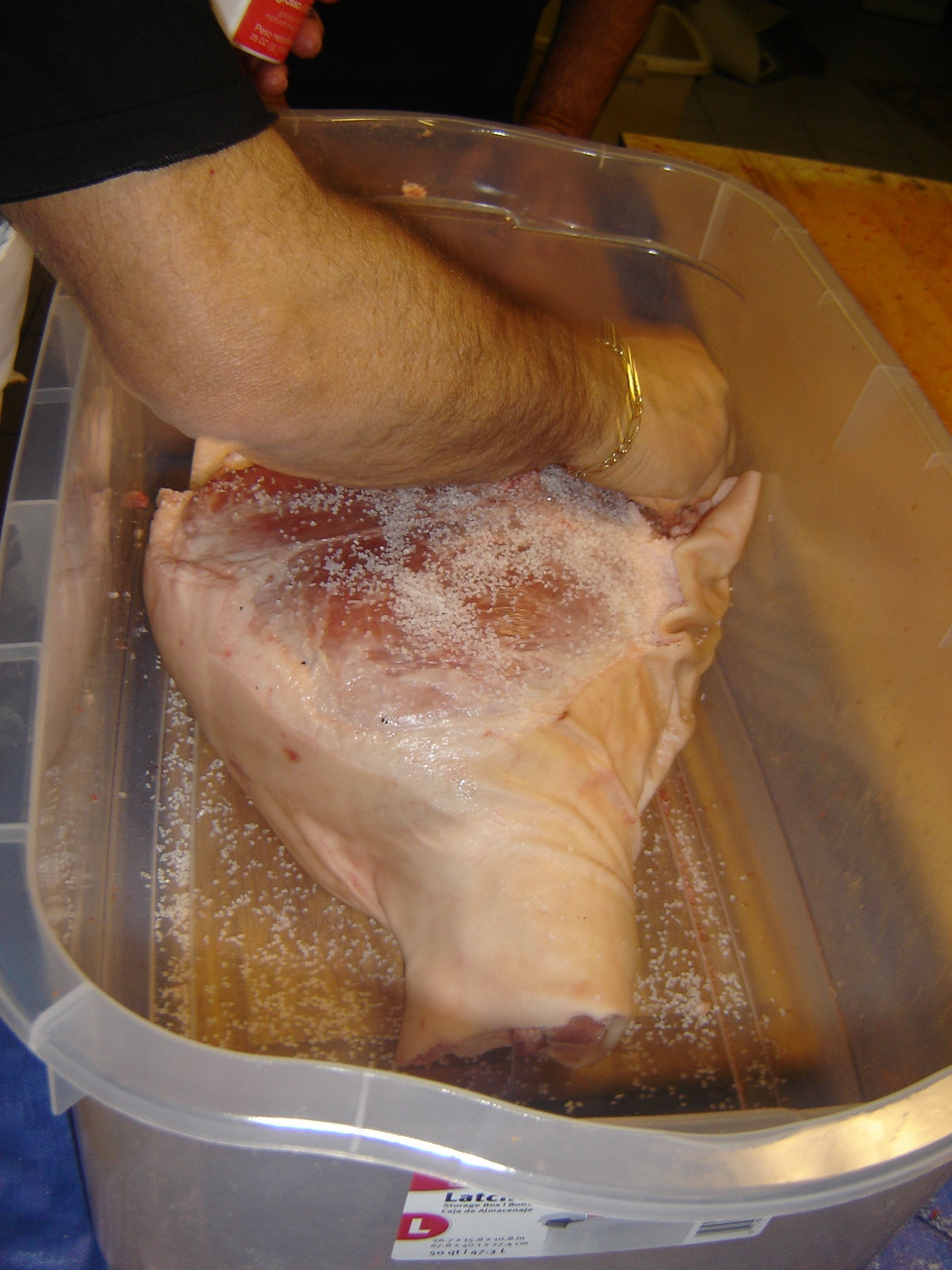
Salzen – Einreiben eines Schinkens mit Meersalz bei der Herstellung von Parmaschinken

Pökeln, in Österreich und Bayern auch Suren genannt, ist die Behandlung von Speisefisch, Fleisch- und Wurstwaren mit Kochsalz sowie mit Natrium- oder Kaliumsalzen der Salpetersäure (Natrium- oder Kaliumnitrat) oder der salpetrigen Säure (Natrium- oder Kaliumnitrit), den sogenannten Pökelstoffen. Hinzu kommen unter Umständen weitere Pökelhilfsstoffe wie Ascorbinsäure, Zuckerarten und Gluconsäure-delta-Lacton, außerdem Gewürze und Geschmacksverstärker.
Werden keine Pökelstoffe eingesetzt, so spricht man üblicherweise nicht von Pökeln, sondern von Salzen, der traditionelle Sprachgebrauch ist dazu aber inkonsistent.

Das Pökeln dient dazu, die Ware vor mikrobiellem Verderb zu schützen und dadurch haltbar zu machen, die rote Fleischfarbe zu verändern und hitzebeständig zu machen – das sogenannte Umröten – und ihr ein charakteristisches Aroma zu verleihen.
Die Haltbarmachung wirkt zwar nur gegen manche Bakterien, und das auch nur in eingeschränktem Maße, sie steht heute im Vergleich zur Farb- und Aromaentwicklung aber nicht mehr im Vordergrund. Gleichwohl ist Pökeln weltweit im Zusammenwirken mit weiteren konservierenden Maßnahmen wie Trocknen, Räuchern und Erhitzen nach wie vor ein Grundverfahren der Herstellung haltbarer Lebensmittel.
Die Umrötung, das Pökelaroma und auch die Hemmung des Bakterienwachstums, soweit sie über die sehr begrenzte Wirkung des reinen Einsalzens hinausgeht, werden dabei ausschließlich durch Nitrite bewirkt. Sofern diese nicht direkt eingesetzt werden, entstehen sie aus den eingesetzten Nitraten, die durch bestimmte Mikroorganismen bei ausreichend langer und unerhitzter Lagerzeit enzymatisch zu Nitriten reduziert werden.

## Wortherkunft
Das Wort Pökel (maskulin, für die Salzlake), von dem sich die übrigen Formen ableiten, stammt von dem niederdeutschen Wort pekel und ist mit dem niederländischen pekel und dem englischen pickle verwandt, wobei alle die Salzlake bezeichnen. William Foerste, und unter Berufung auf diesen zum Beispiel auch der Kluge, leitet es von einer rekonstruierten vulgärlateinischen Form pīccāre („stechen“) her, so dass es mit pikant verwandt wäre; Jan de Vries von altgriechisch πικρός pikrós, deutsch ‚scharf, spitz, bitter, stechend‘. Gelegentlich zu lesende volkstümliche Erklärungen, dass ein Holländer namens Beukel das Pökeln erfunden habe, werden in der sprachwissenschaftlichen Literatur nicht berücksichtigt und sind wohl Legenden. Das gleichbedeutende Sur, daher auch suren und Surfleisch, stammt vom Wort sauer ab.

## Geschichte
Fleisch und Fleischerzeugnisse wurden schon bei den Babyloniern, Sumerern und Römern durch Räuchern und Salzen haltbar gemacht. Dies ist durch den römischen Schriftsteller Marcus Terentius Varro (116–27 v. Chr.) sowie aus dem römischen Kochbuch unter Mitwirkung von Apicius’ „De re coquinaria“ (2. Hälfte des 1. Jahrhunderts v. Chr. mit Ergänzungen bis etwa 400 n. Chr., Abschriften und Neuauflagen bis in die Neuzeit) belegt. Über Salzen des Fleisches im alten Ägypten berichtet Herodot.
Das Pökeln ist eine sehr alte Konservierungsmethode, die bei langen Seefahrten sehr verbreitet war, damit Fleisch auch auf hoher See als Eiweißquelle vorhanden war. In hanseatischen Urkunden um 1300 wird diese Konservierungsmethode bereits erwähnt.
1891 entdeckte der Chemiker Eduard Polenske (1849–1911), dass Nitrat im Fleisch durch Bakterien zu Nitrit umgewandelt wird. Karl Bernhard Lehmann und Karl Kißkalt entdeckten 1899, dass Nitrit für die rötliche Farbe des Gepökelten verantwortlich ist. 1901 bewies John Scott Haldane, dass die rötliche Farbe aus einer chemischen Reaktion der Nitrosogruppe mit dem im Fleisch enthaltenen Hämoglobin entsteht. 1929 stellte man fest, dass durch Nitrite die Bakterienvermehrung gebremst wird.

## Wirkstoffe

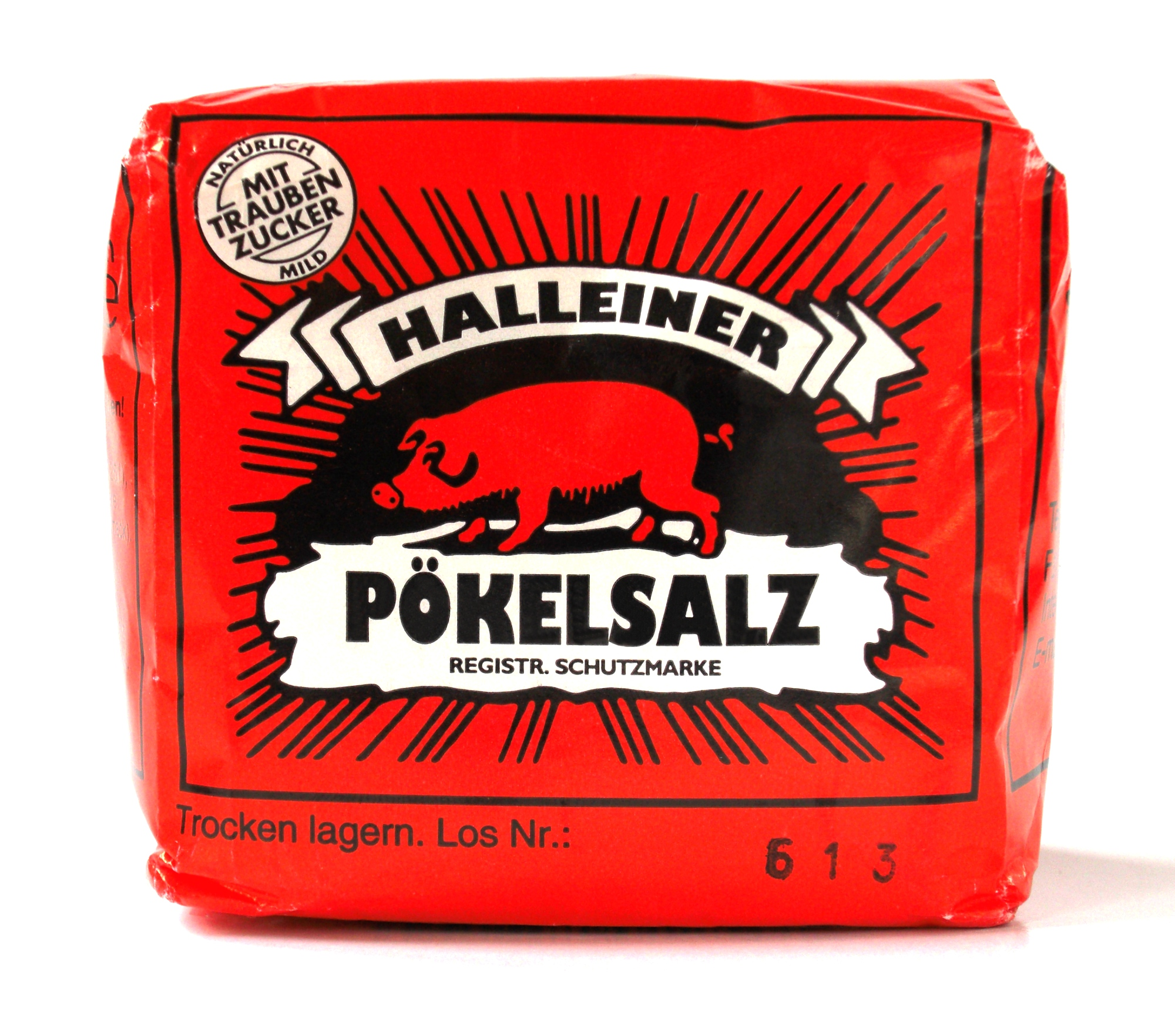
Eine Packung Halleiner Pökelsalz

Die beim Pökeln eingesetzten Substanzen sind neben dem Kochsalz die Pökelstoffe Nitrit und Nitrat, durch die sich das Pökeln eigentlich vom reinen Salzen unterscheidet. Daneben kommen sogenannte Pökelhilfsstoffe zum Einsatz, nämlich:
- Ascorbinsäure bzw. ihr Natriumsalz als Reduktionsmittel
- Gluconsäure-delta-Lacton als Säuerungsmittel
- Zuckerarten zur Begünstigung der Pökelflora

Daneben ist vor allem die Aktivität verschiedener nützlicher Mikroorganismen von Bedeutung, die sich natürlicherweise im Fleisch entwickeln und einerseits Nitrat zu Nitrit reduzieren, andererseits zur Säuerung und Aromabildung beitragen. Im Folgenden werden die einzelnen Faktoren näher beschrieben.

### Kochsalz
Kochsalz ist unter den chemischen Verbindungen, mit denen das Fleisch beim Pökeln versetzt wird, die mengenmäßig bedeutendste. In hoher Konzentration entzieht es den Mikroorganismen durch Osmose Wasser aus ihrem Zellplasma und beeinträchtigt damit ihre Lebensvorgänge, wodurch ihr Wachstum sich verzögert oder ganz erliegt oder die Organismen sogar absterben. Die Salzkonzentrationen in genießbaren Fleischerzeugnissen sind mit 1,5–5 % typischerweise so niedrig, dass sie das Bakterienwachstum lediglich verzögern, nicht aber unterbinden können. Daher ist das reine Salzen als Konservierungsmethode für verzehrfertige Produkte unzureichend und eignet sich allenfalls für stark gesalzene Zwischenprodukte, deren Salzgehalt vor der endgültigen Verarbeitung zum Verzehr wieder verdünnt wird. Die wachstumsverzögernde Wirkung des Kochsalzes wirkt jedoch auch bei niedrigeren Konzentrationen und leistet einen Beitrag zur Konservierung.

### Nitrat
Kaliumnitrat (umgangssprachlich einfach „Salpeter“) und Natriumnitrat (Chilesalpeter) haben als solche keine keimhemmende Wirkung. Sie bewirken auch weder eine Umrötung noch die Ausbildung von Pökelaroma. Jedoch können nitratreduzierende Bakterien Nitrat zu Nitrit umwandeln, indem sie Nitritreduktase bilden; dies sind in erster Linie viele Mikrokokkenstämme, aber auch Enterococcus faecium. Voraussetzung für ihre Wirksamkeit ist aber, dass man das Fleisch ausreichend lange pökelt, so dass die Mikroorganismen wachsen und das Nitrat verstoffwechseln können.

### Nitrit
Kalium- oder Natriumnitrit werden entweder wie beschrieben während der Pökelung enzymatisch durch die Aktivität der Pökelflora gebildet oder dem Pökelgut direkt zugegeben. Im Gegensatz zum Kochsalz und zum Nitrat haben sie eine signifikante bakterizide und bakteriostatische Wirkung, die gegen verschiedene Bakterienarten unterschiedlich wirksam ist. Nitratreduzierende Bakterien sind verhältnismäßig unempfindlich; dazu gehören die erwünschten Nitratreduzierer der Pökelflora, insbesondere Mikrokokken, aber auch das pathogene Staphylococcus aureus.  Deutlich wirksamer ist Nitrit allerdings gegen wichtige Verderbniserreger: Pseudomonaden, coliforme Bakterien einschließlich Escherichia coli, Bacillus- und Clostridium-Arten.
Es hat sich erwiesen, dass die wachstumshemmende Wirkung des Nitrits umso stärker ist, je saurer das Milieu ist. Man kann etwa sagen, dass die Absenkung des pH-Wertes um eine Einheit den erforderlichen Nitritzusatz auf ein Zehntel verringert. Dies ist vermutlich darauf zurückzuführen, dass die eigentliche keimhemmende Wirkung von der undissoziierten salpetrigen Säure ausgeht, deren Anteil mit sinkendem pH-Wert steigt. Oberhalb von pH 5,5 wird Staphylococcus aureus bei den Nitritkonzentrationen, die beim Pökeln möglich sind, nicht mehr ausreichend gehemmt, um ohne weitere Konservierungsmethoden eine haltbare Fleischkonserve herzustellen.
Weiterhin bewirkt Nitrit die Umrötung des Fleisches. Das rote oder rosafarbene rohe Fleisch erhält seine Farbe durch das Muskelprotein Myoglobin, das nicht hitzebeständig ist. Beim Erhitzen denaturiert es zu Metmyoglobin, das Fleisch färbt sich graubraun. Durch den Nitritzusatz wird das Myoglobin dagegen in Nitrosomyoglobin umgewandelt, das unter Hitze in eine stabile rote Form übergeht, das Nitrosomyochromogen. Daher wird beispielsweise Kasseler beim Kochen nicht grau. Auch das Umröten wird durch ein saures Milieu erheblich begünstigt. Durch Reaktion mit verschiedenen Muskelbestandteilen, wie wasserlöslichen Proteinen, trägt das Nitrit im Übrigen zur Bildung eines Aromas bei, das für Pökelfleischprodukte typisch ist.
Der Nitritzusatz muss streng begrenzt werden und unterliegt gesetzlich festgelegten Grenzwerten, weil Nitrit giftig ist. Traditionell war in Deutschland Nitritpökelsalz mit maximal 0,5 % Natriumnitrit zulässig, in Österreich und der Schweiz bis 0,6 %.

### Ascorbinsäure
Ascorbinsäure (Vitamin C) oder Natriumascorbat reduziert Nitrit zu Stickoxid und steigert dadurch die Umrötung, so dass ein erheblich höherer Anteil des Myoglobins im Fleisch in Pökelrot übergeht, nämlich bis zu 90 % – ohne Zusatz von Ascorbinsäure werden auch bei günstigen Bedingungen maximal zwei Drittel umgewandelt. Daneben beschleunigt sie die Umrötungsreaktion, erlaubt damit eine Verkürzung des Pökelvorgangs, und stabilisiert durch ihre antioxidative Wirkung das Pökelrot. Außerdem bewirkt der Zusatz von Ascorbinsäure niedrigere Restnitritgehalte im Endprodukt und unterdrückt die Bildung von krebserregenden Nitrosaminen.

### Gluconsäure-delta-Lacton
Gluconsäure-delta-Lacton reagiert stark sauer, es dient nur zur Senkung des pH-Wertes. Ein niedriger pH-Wert verstärkt, wie schon ausgeführt, die keimhemmende Wirkung des Nitrits ebenso wie die Umrötung. Darüber hinaus trägt die Säuerung auch zur allgemeinen Konservierung des Produktes bei, indem das Wachstum von Verderbniserregern gehemmt wird, wie auch bei anderen Lebensmitteln, die durch Säuerung konserviert werden. Ein allzu saurer Geschmack ist aber bei Pökelfleisch nicht gewünscht, so dass der Zusatz des Säuerungsmittels begrenzt ist.

### Zuckerarten
Der Zusatz verschiedener Zucker, insbesondere Glucose und Saccharose, daneben Hydrolyseprodukte der Stärke (Trockenstärkesirup, „Kristallpur“), dient als Nahrung für die Pökelflora, und zwar vor allem der säurebildenden Organismen. Der Zucker wird von diesen enzymatisch abgebaut und trägt damit zur Säuerung bei. Üblich sind Zusätze bis 1,5 %, übergroßer Zuckerzusatz führt zu einer Übersäuerung des Produktes.

### Pökelflora
Zu den erwünschten, ungefährlichen Mikroorganismen, die sich während des Pökelns im Fleisch entwickeln, gehören neben den nitratreduzierenden Bakterien hauptsächlich Säurebildner, die Kohlenhydrate enzymatisch zu Milchsäure vergären. Hierzu zählen Lactobazillen, atypische Streptobakterien, Leuconostoc und Pediococcus. Aber auch andere Bakterien und auch Hefepilze sind schon in der Pökelflora nachgewiesen worden. Durch den Abbau nicht nur von Kohlenhydraten, sondern auch von Fetten und Eiweißen in begrenztem Maße trägt die Pökelflora in ihrer komplexen Zusammensetzung zur Bildung eines typischen, abgerundeten Aromas bei. Nehmen die Abbauvorgänge überhand, besteht die Gefahr, dass ein verdorbener Geschmack und Geruch entsteht.
Die Bakterien der Pökelflora brauchen dem Pökelgut in der Regel nicht zugesetzt zu werden, weil sie in fleischverarbeitenden Betrieben allgegenwärtig sind. Zur sichereren Verfahrensführung und Vermeidung von Fehlreifungen können aber auch Starterkulturen verwendet werden. Auch das Beimpfen neu angesetzten Pökelgutes mit Material aus vorangehenden Arbeitsgängen ist möglich; beispielsweise kann bei der Herstellung von Rohwurst – wie etwa Salami – frische Wurstmasse mit 2–3 Wochen alter Rohwurst in einer Menge von 1 % versetzt werden. Auch die Rückführung von aufgefangener Pökellake in den Prozess kommt vor.

## Verfahren
Das in der Regel vorgetrocknete Fleisch kann auf verschiedene Arten gepökelt werden, es gibt traditionelle und regionale Varianten.

### Trockenpökeln
Beim Trockenpökeln wird das Fleisch mit Pökelsalz eingerieben oder bedeckt und lagenweise geschichtet. Die Gewebeflüssigkeit wird durch Osmose entzogen, so entsteht die „Eigenlake“. Dieses Verfahren kann je nach Fleischstückgröße bis zu sechs Wochen dauern, aber durch den hohen Flüssigkeitsentzug von bis zu 50 % erbringt es die beste Haltbarkeit. Es ist noch zu unterscheiden zwischen der „echten“ Trockenpökelung, bei der der Fleischsaft abfließen kann, und dem Pökeln in Eigenlake, hierbei übersteigt der Fleischsaft nach einigen Tagen die Fleischstücke, so dass der Vorgang im weiteren Verlauf mit dem Nasspökeln vergleichbar ist.
Die südlich und westlich der Alpen sowie teilweise in der Schweiz gebräuchliche „Lufttrocknung“ von Schinken (z. B. Serrano-Schinken in Spanien oder Parmaschinken in Italien) basiert ebenfalls auf einer Trockenpökelung, jedoch werden die Fleischstücke anschließend weder bedeckt noch geschichtet, sondern nach Einreibung des Pökelsalzes stückweise getrennt aufgehängt. Je nach Region wird die Pökelung nach definierter Zeit durch Abwaschen mit Trinkwasser unterbrochen. Die weitere Reifung erfolgt ausschließlich an der Luft, was im engeren Sinn nur eine Trocknung des gepökelten Fleisches darstellt (daher der im deutschen Sprachraum gebräuchliche Begriff „luftgetrocknet“).

### Nasspökeln
Zum Pökeln wird das Fleisch in eine Salzlake eingelegt. Das Wasser diffundiert ebenfalls durch Osmose so lange aus den Fleischzellen in die Lake, bis die Salzkonzentration im Fleisch der Konzentration der Lake entspricht. Die Verfahrensdauer ist mit etwa vier Wochen kürzer als beim Trockenpökeln, erreicht aber eine geringere Haltbarkeit, weil weniger Zellflüssigkeit austritt. Aus demselben Grund bleibt das Fleisch bei diesem Verfahren saftiger.

### Schnellpökeln

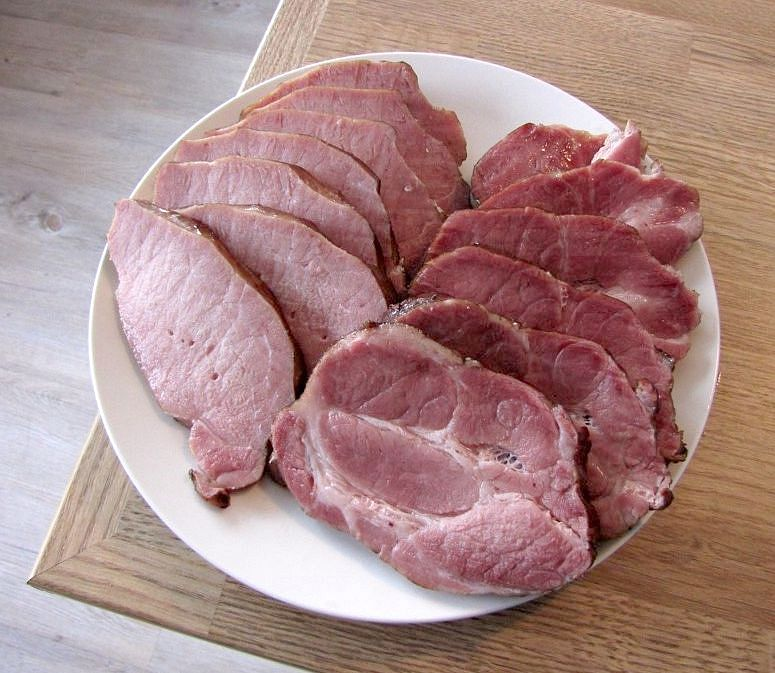
Spritzgepökelter Grillschinken, gegart in heißem Buchenrauch

Unter Schnellpökeln versteht man arbeitsintensivere Varianten des Trocken- oder Nasspökelns zur Verkürzung der Verfahrensdauer. Teilweise können die Verfahren auch kombiniert angewandt werden.
Trocknen:
 Sowohl die Fleischstücke als auch das Pökelgefäß werden mit Pökelsalz eingerieben und das Fleisch danach dicht geschichtet. Nach zwei Tagen wird das Fleisch gewendet. Die Pökeldauer beträgt etwa fünf bis sieben Tage.

Einspritzen:
 Hierbei wird die Pökellake direkt in das Fleisch injiziert, dadurch verkürzt sich die Verfahrensdauer auf durchschnittlich drei Tage.

Poltern:
 Bei diesem Verfahren wird nach der Injektion der Pökellake das Fleischstück mechanisch gewalkt, um die Flüssigkeit direkt im Fleisch zu verteilen.

Vakuum:
 Durch die Erzeugung eines Vakuums wird der Austritt der Gewebeflüssigkeit unterstützt, die Verfahrensdauer wird dadurch sogar auf zwei Tage je Kilogramm des größten Fleischstücks reduziert.

### Süßpökeln
Eine weitere, heute praktisch in Vergessenheit geratene regionale Variante des Pökelns war das Süßpökeln. Dieses entspricht dem Nasspökeln, jedoch mit einem wesentlich höheren Zuckeranteil, üblicherweise 10 bis 12,5 %, gegenüber sonst max. 1,5 %. Das Verfahren kam nur in den Monaten November bis Januar zur Anwendung, das Fleisch (nur Rind-, Schweine- oder Schaffleisch) blieb während der Zeit in der Pökellake liegen und wurde in dieser Zeit wie Frischfleisch verwendet. Ein Räuchern des Fleisches nach dem Pökeln entfiel.

## Pökelsalz
Die Verwendung von normalem Kochsalz erzeugt eine Flüssigkeitsreduzierung des Fleisches und damit eine Reduzierung der Bakterienvermehrung. Jedoch wirkt es nicht gegen die Graufärbung des Fleisches und weist einen geringeren Hemmfaktor gegenüber dem Bakterium Clostridium botulinum auf.
Beim Pökeln wird dem Kochsalz in geringen Mengen Nitrat oder Nitrit zugefügt. Während dies im 19. Jahrhundert 2–10 % Nitrate als Beigemisch waren, hat sich deren Wert heute (in Deutschland) auf 0,5–0,6 % Nitrit reduziert. 1916 wurde die Verwendung erstmals durch eine Änderung einer Bekanntmachung aus dem Jahr 1902 über täuschende und gesundheitsschädliche Zusätze eingeführt, die jedoch nicht ausreichend wirksam war: 1930 wurde mit der Verordnung über Nitritpökelsatz (vom 21. März 1930, RGBl. I, Nr. 9, S. 100) ausführlich geregelt, was 1934 durch das Gesetz über die Verwendung salpetrigsaurer Salze im Lebensmittelverkehr (Nitritgesetz) (RGBl. I, Nr. 67, S. 513) Gesetzesrang erhielt; heute ist dies Gegenstand verschiedener EU-Verordnungen sowie des deutschen Lebensmittelbuches.
Die Richtlinien einiger Bio-Siegel verbieten den Einsatz von Nitrat oder Nitrit; beim europäischen Bio-Siegel ist er erlaubt.

## Gesundheitliche Bedenken

### Methämoglobin
Nitrite können als starke Oxidationsmittel Hämoglobin zu Methämoglobin oxidieren. Der Sauerstofftransport wird beeinträchtigt. Für Kleinkinder kann dies gefährlich sein, bei Erwachsenen verwandelt das Enzym Methämoglobin-Reduktase das Methämoglobin wieder in Hämoglobin zurück.

### Nitrosaminbildung
Durch Reaktion der Nitrite mit Aminosäuren könn(t)en Nitrosamine entstehen, die als krebserregend gelten, dies eine gängige Behauptung: Dies sei der Grund, dass etwa Bedenken gegen den Verzehr von Toast Hawaii oder Salamipizza aufkamen: Nitrite aus dem verwendeten Fleisch könnten bei hohen Temperaturen mit Eiweißen, beispielsweise denen des Käses, Nitrosamine bilden. Im Fachbereich Lebensmitteltechnologie der Technischen Fachhochschule Berlin wurden bereits 2008/2009 Analysen entsprechender Gerichte vorgenommen und dabei keine höheren Nitrosamingehalte festgestellt als bei Gerichten, die als unbedenklich gelten. Deren Einschätzung ist bis heute (2024) unbestritten, die Ausgangsbehauptung hält sich dennoch hartnäckig in der öffentlichen Meinung.
Beim Deutschen Krebsforschungszentrum ging man davon aus, dass der registrierte Rückgang der Magenkrebserkrankungen auf die verringerte Nutzung gepökelter oder geräucherter Lebensmittel zurückzuführen sei. Zudem würden epidemiologische Untersuchungen eine positive Korrelation zwischen der Aufnahme von Nitrit aus Fleisch- und Wurstwaren und bestimmten Krebsarten nahelegen. Diese von 2006 stammende Angabe konnte bisher (Stand 2023) durch Folgestudien nicht weiter verifiziert werden.
Die Bundesforschungsanstalt für Ernährung und Lebensmittel wies darauf hin, dass derartige Lebensmittel nur für etwa 3 % der täglichen Nitritaufnahme verantwortlich seien und ein wesentlich größerer Teil aus der Aufnahme gedüngten Gemüses oder aus Stoffwechselvorgängen stamme, mithin ohnehin unbedenklich seien.

### Reaktive Stickstoffverbindungen
Eine häufige Ernährung mit Nahrungsmitteln, die Nitrit oder Nitritpökelsalz enthalten, wie beispielsweise Schinken oder Wurst, erhöhe nach einer Studie das Risiko, an COPD (Chronisch obstruktive Lungenerkrankung) zu erkranken. Ursache scheine die Bildung reaktiver Stickstoffverbindungen zu sein, die zu strukturellen, Emphysem-ähnlichen Veränderungen in der Lunge führen könnten.

### Psychische Störungen
Eine Studie mit über 1.100 Patienten fand einen Zusammenhang zwischen Manien und anderen psychischen Störungen und dem vermehrten Konsum von Beef Jerky, einer Art Nitrat-behandelten Fleisches. Das Risiko war dabei etwa um das 3,5-fache erhöht. Die Studie wurde an Patienten durchgeführt, welche bereits an psychischen Störungen litten. Das Design der vorliegenden Studie lässt keine Unterscheidung zwischen Ursache und Wirkung zu: die Ernährung mit Nitrit-behandelten Lebensmitteln könnte die gesundheitlichen Störungen begünstigen; ebenso könnte das Ergebnis darauf beruhen, dass Patienten mit psychischen Störungen bestimmte, als ungesund geltende Nahrungsmittel bevorzugen. Parallel durchgeführte Tierversuche deuten zumindest auf eine Verhaltensänderung nach der Gabe von nitrathaltigen Futtermitteln bei Ratten hin. Andere Patientenstudien beobachten eine Verbesserung des Krankheitsbildes durch eine Ernährungsumstellung. Da sich diese Studien vor allem auf bestimmte Fette und Vitamine konzentrieren, können kaum Aussagen für Nitrit und Nitrat hergeleitet werden. Die therapeutisch induzierte Diät verlangt vom Patienten außerdem eine Kooperation, welche bereits selbst zu einer Verbesserung des Krankheitsbildes beitragen kann. Als mögliche Wirkmechanismen werden direkte Einwirkungen in Serotoninrezeptoren diskutiert oder Auswirkungen auf die Mikroflora des Darms.

## Gesetzliche Regelung
Lebensmittelverordnungen, geordnet nach Erzeugnisgruppen, regeln für die Europäische Union die Verwendung von Nitrit und Nitrat. Nitrit z. B. darf nur in Kombination mit Speisesalz als Nitritpökelsalz zugesetzt werden. Pökelsalz ist lebensmittelrechtlich in der EU als E249 (Kaliumnitrit), E250 (Natriumnitrit), E251 (Natriumnitrat), E252 (Kaliumnitrat) geregelt und muss dementsprechend gekennzeichnet werden.
In Deutschland waren in der Zusatzstoff-Zulassungsverordnung die zulässigen Höchstmengen an Restnitrit und -nitrat im fertigen Erzeugnis geregelt. Für Nitrite und die Herstellung von Nitritpökelsalz sind die EU-Bestimmungen durch nationale Sonderregelungen ergänzt. So ist es verboten, Nitrite in Betriebe, die Lebensmittel herstellen, zu verbringen oder dort aufzubewahren -außer dieser Betrieb stellt Nitritpökelsalz her; diese Herstellung setzt allerdings eine Genehmigung voraus und darf nur in Räumen erfolgen, die ausschließlich diesem Zweck dienen.

## Verbreitung in Europa
Nach Angaben des Verbandes Kali- und Salzindustrie e. V. werden in Europa etwa 80 bis 90 Prozent aller verarbeiteten Fleisch- und Wurstwaren gepökelt.

## Das Pökeln in anderen Kulturen
Das Einsalzen als Methode der Haltbarmachung ist in vielen Kulturen verbreitet, vermehrt gerade dort, wo kaum Kühlgeräte vorhanden sind. So ist eine längere Aufbewahrung von unbehandeltem Fleisch möglich. Ein anderer Grund ist, dass Fleisch auf den langen Wegen der Viehhüter mitgeführt wird. In Brasilien – vor allem im ariden Nordosten – gibt es Charque, Carne do sol und Carne seca, die sich durch die Menge des benutzten Salzes und die Art der zusätzlichen Trocknung, die bei Carne do sol in der prallen Sonne geschieht, unterscheiden und die dem Fleisch unterschiedlich stark Wasser entziehen. Es wird ausschließlich aus Rindfleisch, der bevorzugten Fleischart der Bevölkerung, hergestellt und ist zum Beispiel auch eine Zutat des brasilianischen Nationalgerichts Feijoada. In der Triestiner Küche wird mit Pökelfleisch die Calandraca zubereitet. Nordamerikanische Varianten der Haltbarmachung von Rindfleisch, bei der Pökeln als Konservierungsmethode zum Einsatz kommt, sind unter anderem das Beef Jerky und das Pastrami. Auch weitere Gebiete sind weltweit für Salzfleisch bekannt.
Das Pökeln im eigentlichen Sinn – Einsalzen unter Zusatz von Nitraten oder Nitriten – ist allerdings auf Europa beschränkt geblieben.